# Andrés Fernández-Salvador
Andrés Fernández-Salvador y Zaldumbide (n. Quito, 15 de junio de 1924 - f. Guayaquil, 17 de marzo de 2017), fue un explorador, deportista y empresario ecuatoriano. Realizó más de 60 expediciones en diferentes áreas de Ecuador, principalmente en los Llanganates, en búsqueda del tesoro perdido del Imperio Inca.

## Biografía
Hijo de Ricardo Fernández-Salvador del Campo, un hacendado y ganadero, que en 1921 constituyó The Tesalia Springs Company S.A. Vivió parte de su niñez en Francia, pero de regreso a Quito, ingresó al colegio Mejía y al poco tiempo sus padres lo enviaron a estudiar a Los Ángeles. A los 14 años, a través de un artículo de Los Angeles Examiner se enteró de la existencia de los Llanganates y de la leyenda del tesoro escondido del Inca Atahualpa, desde entonces realizó más de 60 expediciones de búsqueda.[cita requerida]
En 2011 aseguró encontrarse a tan solo 700 metros de su ubicación, hecho que sirvió de inspiración para que su legado sea continuado por su hijo, Felipe Fernández-Salvador.
Falleció en 2017 a la edad de 92 años, en la ciudad de Guayaquil.

## Deporte
Su carrera como atleta fue reconocida por la desaparecida revista Strength & Health, que lo consideró el único en haber roto el récord de levantamiento con una mano e igualado la marca olímpica de los 100 metros planos de Jessy Owens; además formó parte de Los Angeles Athletic Club. Es considerado pionero en el levantamiento de pesas en Ecuador, consiguiendo el título de Mr. California.

## Cine
La película del 2019, A Son of Man: La maldición del tesoro de Atahualpa, en la que participa su hijo, el también explorador Luis Felipe Fernández-Salvador y Campodónico, fue hecha con la intención de inmortalizarlo en el cine.